# Juxue
Juxue [ʒyksy], en basque Jutsi, est une commune française, située dans le département des Pyrénées-Atlantiques en région Nouvelle-Aquitaine.
Son gentilé est Jutsiar.

## Géographie

### Situation
Elle se situe à 
- 99 km par la route de Pau[3], préfecture,
- 67 km de Bayonne[4], sous-préfecture,
- 14 km de Saint-Palais[5].

Saint-Palais est le bureau centralisateur du canton du Pays de Bidache, Amikuze et Ostibarre dont la commune dépend depuis 2015 pour les élections départementales.
Saint-Palais est aussi le centre du bassin de vie où se trouve Juxue.

### Communes limitrophes
Les bourgs les plus proches sont : 
Arhansus (2,6 km), Ostabat-Asme (3,0 km), Bunus (3,5 km), Larceveau-Arros-Cibits (4,0 km), Pagolle (4,7 km), Saint-Just-Ibarre (4,7 km), Uhart-Mixe (5,2 km), Ibarrolle (5,6 km).
| Ostabat-Asme           | Arhansus          |         |
| Larceveau-Arros-Cibits | Juxue             | Pagolle |
| Bunus                  | Saint-Just-Ibarre |         |

### Géologie, sismicité
La région est une région de flyschs du Crétacé supérieur, très épais (plusieurs kilomètres) et à fort pendage avec des dépôts alluvionnaires (sables et argiles surmontés de limons) du quaternaire le long de la Bidouze,. Ce type de terrain est peu propice aux captages d'eau, inexistants sur la commune qui est alimentée par les sources Zahagui et Hastokia à Hosta et Ur Belcha à Musculdy dépendantes du massif karstique des Arbailles.
La région est située en zone sismique 4 correspondant à un risque moyen. L'évènement récent (depuis 1980) le plus important s'est produit en 1987. Situé à 5 km de profondeur, sa magnitude était ML=2,5, donc trop faible pour être ressenti.

### Hydrographie
La commune est drainée par la Bidouze, le Babatzeko erreka, l’Anchistareko erreka, un bras de la Bidouze, l’Etchebarneko erreka, le Neguelouako erreka, et par divers petits cours d'eau, constituant un réseau hydrographique de 19 km de longueur totale,.
La Bidouze, d'une longueur totale de 82,2 km, prend sa source dans la commune d'Aussurucq et s'écoule du sud vers le nord. Elle traverse la commune et se jette dans l'Adour à Guiche, après avoir traversé 26 communes.

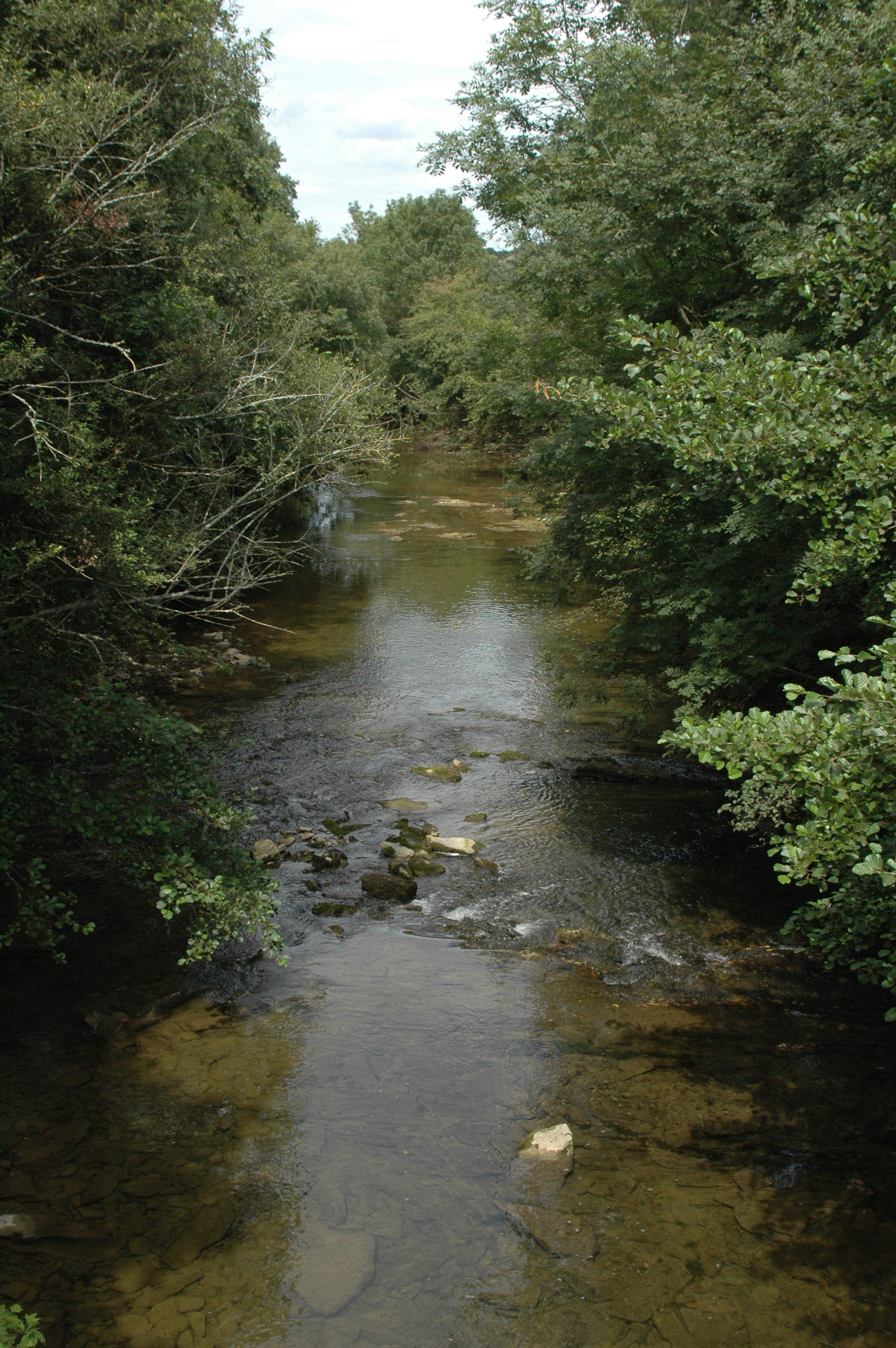
La Bidouze.
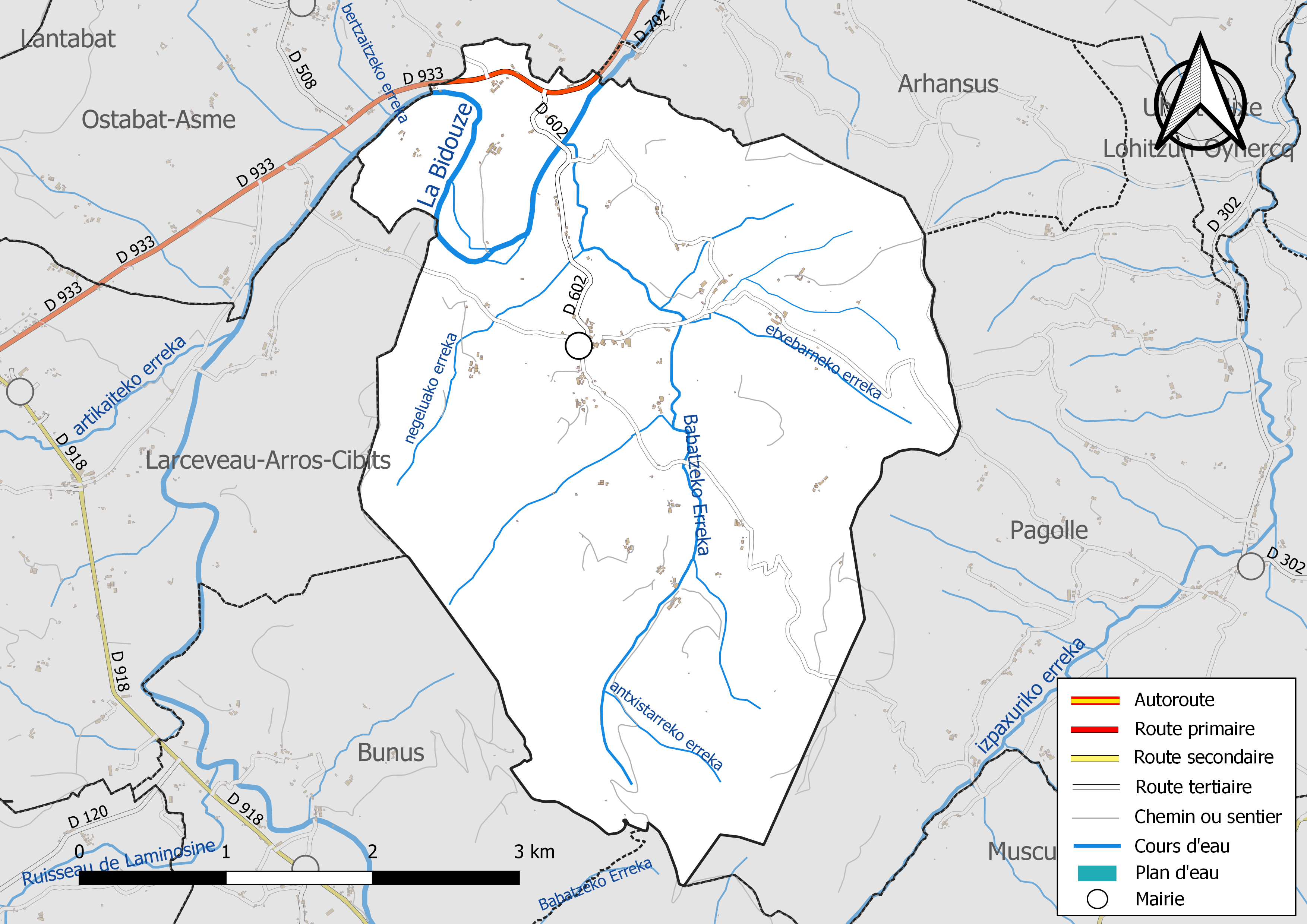
Réseaux hydrographique et routier de Juxue.

### Climat
Pour des articles plus généraux, voir Climat de la Nouvelle-Aquitaine et Climat des Pyrénées-Atlantiques.
Historiquement, la commune est exposée à un micro climat océanique basque.  
En 2020, Météo-France publie une typologie des climats de la France métropolitaine dans laquelle la commune est exposée à un climat de montagne et est dans la région climatique Pyrénées atlantiques, caractérisée par une pluviométrie élevée (>1 200 mm/an) en toutes saisons, des hivers très doux (7,5 °C en plaine) et des vents faibles.
Pour la période 1971-2000, la température annuelle moyenne est de 13,7 °C, avec une amplitude thermique annuelle de 13,1 °C. Le cumul annuel moyen de précipitations est de 1 533 mm, avec 12,3 jours de précipitations en janvier et 9 jours en juillet. Pour la période 1991-2020, la température moyenne annuelle observée sur la station météorologique la plus proche, située sur la commune d'Aïcirits-Camou-Suhast à 11 km à vol d'oiseau, est de 14,3 °C et le cumul annuel moyen de précipitations est de 1 219,1 mm,. Pour l'avenir, les paramètres climatiques de la commune estimés pour 2050 selon différents scénarios d’émission de gaz à effet de serre sont consultables sur un site dédié publié par Météo-France en novembre 2022.

### Milieux naturels et biodiversité

#### Réseau Natura 2000

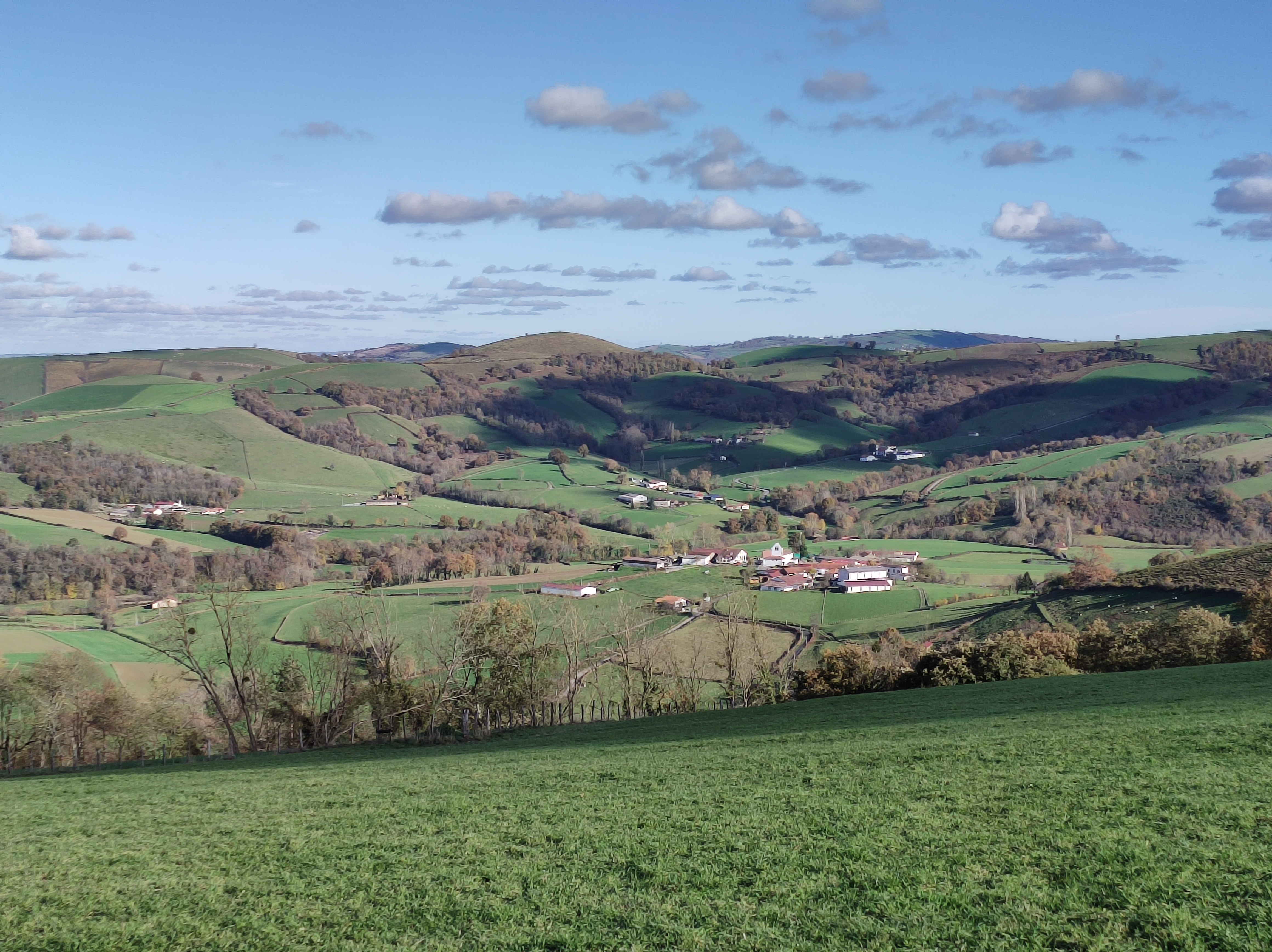
Vue de la région de Juxue depuis l'Othegaina.

Le réseau Natura 2000 est un réseau écologique européen de sites naturels d'intérêt écologique élaboré à partir des Directives « Habitats » et « Oiseaux », constitué de zones spéciales de conservation (ZSC) et de zones de protection spéciale (ZPS).
Un site Natura 2000 a été défini sur la commune au titre de la « directive Habitats » : « la Bidouze (cours d'eau) », d'une superficie de 2 570 ha, un vaste réseau hydrographique drainant les coteaux du Pays basque,.

#### Zones naturelles d'intérêt écologique, faunistique et floristique
L’inventaire des zones naturelles d'intérêt écologique, faunistique et floristique (ZNIEFF) a pour objectif de réaliser une couverture des zones les plus intéressantes sur le plan écologique, essentiellement dans la perspective d’améliorer la connaissance du patrimoine naturel national et de fournir aux différents décideurs un outil d’aide à la prise en compte de l’environnement dans l’aménagement du territoire.
Deux ZNIEFF de type 2 sont recensées sur la commune, : 
- les « landes, bois et prairies du bassin de la Bidouze » (11 263,46 ha), couvrant 25 communes du département[25] ;
- le « réseau hydrographique de la Bidouze et annexes hydrauliques » (2 867,4 ha), couvrant 30 communes dont 1 dans les Landes et 29 dans les Pyrénées-Atlantiques[26].

### Juxue dans la province basque de Basse-Navarre
Sur le plan historique et culturel, Juxue fait partie de la province de Basse-Navarre, une des sept provinces formant le Pays basque,. La Basse-Navarre en est la province la plus variée en ce qui concerne son patrimoine, mais aussi la plus complexe du fait de son morcellement géographique, issu d'une scission du royaume de Navarre en 1512.
Depuis 1999, l'Académie de la langue basque divise la Basse-Navarre en six zones,. La commune est dans le pays d’Ostabarret (Oztibarre), à l’est de ce territoire.

## Urbanisme

### Typologie
Au 1er janvier 2024, Juxue est catégorisée commune rurale à habitat très dispersé, selon la nouvelle grille communale de densité à sept niveaux définie par l'Insee en 2022.
Elle est située hors unité urbaine et hors attraction des villes,.

### Occupation des sols

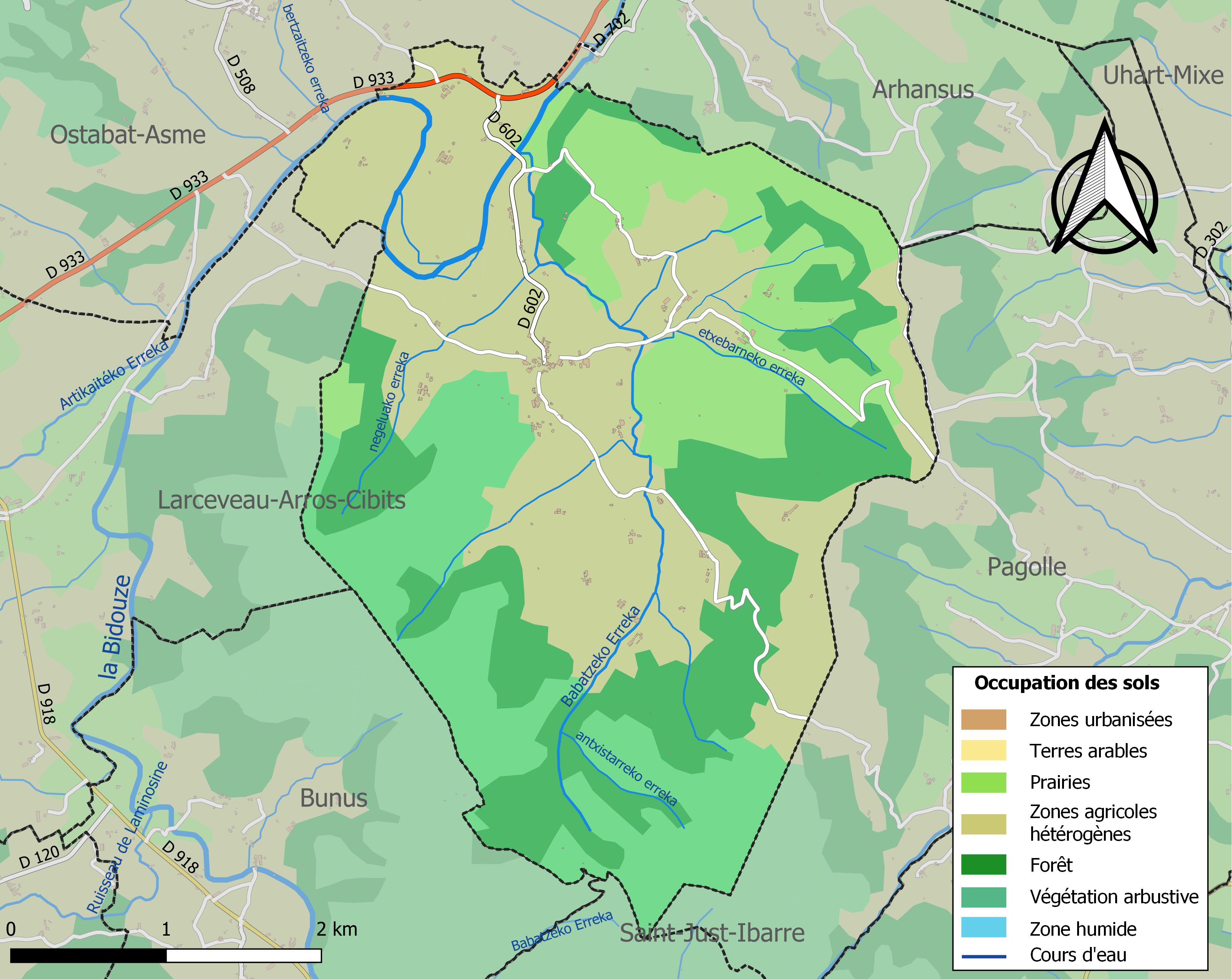
Carte des infrastructures et de l'occupation des sols de la commune en 2018 (CLC).

L'occupation des sols de la commune, telle qu'elle ressort de la base de données européenne d’occupation biophysique des sols Corine Land Cover (CLC), est marquée par l'importance des territoires agricoles (57,5 % en 2018), en augmentation par rapport à 1990 (51,6 %). La répartition détaillée en 2018 est la suivante : 
zones agricoles hétérogènes (41,7 %), forêts (24 %), milieux à végétation arbustive et/ou herbacée (18,5 %), prairies (15,8 %). L'évolution de l’occupation des sols de la commune et de ses infrastructures peut être observée sur les différentes représentations cartographiques du territoire : la carte de Cassini (XVIIIe siècle), la carte d'état-major (1820-1866) et les cartes ou photos aériennes de l'IGN pour la période actuelle (1950 à aujourd'hui).

### Lieux-dits et hameaux
- Inventoriés en 1887 par Julien Sacaze[36] :
  - Lissathia
  - Çorropa (Zoropa)
  - Erminé (Ermine)
  - Ichosterry
  - Landa
  - Oyhané (Oyhane)
  - Bastida
  - Cothorré (Cothorre)
- Donaazia (contraction de Donagarazi, Saint-Engrâce). La carte de Cassini du XVIIIe siècle montre la présence d'un hameau à Saint-Engrâce dans la partie ouest de la boucle de la Bidouze. Celui-ci comporte la maison forte Donaazia et une chapelle[Carte 7]. Le village et la chapelle sont mentionnés dans les textes anciens sous les noms S(an)c(t)a Gr(ati)a de asurdoi (Cartulaire de Dax), santa gracia (1268)[37].
- Saint-Angel (réduction de Jondoni Mikael), dans la boucle est de la Bidouze, où une ancienne chapelle disparue figure sur la carte de Cassini[Carte 7]. Elle devait être annexée à la maison noble Saint-Michel (Gass(erna)ut s(eyner) de s(ent) Miqu(eu)[37]).

### Voies de communication et transports
Juxue est traversé par D 602 entre la D 933 à Ostabat-Asme et Pagolle.
La gare TER la plus proche est celle de Saint-Jean-Pied-de-Port à 20,2 km (ligne Saint-Jean-Pied-de-Port - Bayonne). La gare TGV la plus proche est celle d'Orthez à 48,2 km (ligne Tarbes - Paris Montparnasse).
L'aéroport le plus proche est celui de Biarritz-Pays Basque à 72,9 km.
95,8 % des ménages ont au moins une voiture et 54,2 % en ont deux ou plus en 2018. Les transports utilisés en 2018 pour se rendre au travail sont les suivants :
| pas de déplacement        | 39,6 % |
| marche, roller, patinette | 3 %    |
| vélo (y compris VAE)      | 1 %    |
| 2 roues motorisées        | 1 %    |
| voiture                   | 55,4 % |
| transport en commun       | 0      |

### Risques majeurs
Le territoire de la commune de Juxue est vulnérable à différents aléas naturels : météorologiques (tempête, orage, neige, grand froid, canicule ou sécheresse), inondations, feux de forêts et séisme (sismicité moyenne). Un site publié par le BRGM permet d'évaluer simplement et rapidement les risques d'un bien localisé soit par son adresse soit par le numéro de sa parcelle.
Certaines parties du territoire communal sont susceptibles d’être affectées par le risque d’inondation par une crue torrentielle ou à montée rapide de cours d'eau, notamment la Bidouze. La commune a été reconnue en état de catastrophe naturelle au titre des dommages causés par les inondations et coulées de boue survenues en 1982, 1983, 2007, 2009, 2014 et 2021,.
Juxue est exposée au risque de feu de forêt. En 2020, le premier plan de protection des forêts contre les incendies (PDPFCI) a été adopté pour la période 2020-2030. La réglementation des usages du feu à l’air libre et les obligations légales de débroussaillement dans le département des Pyrénées-Atlantiques font l'objet d'une consultation de public ouverte du 16 septembre au 7 octobre 2022,.

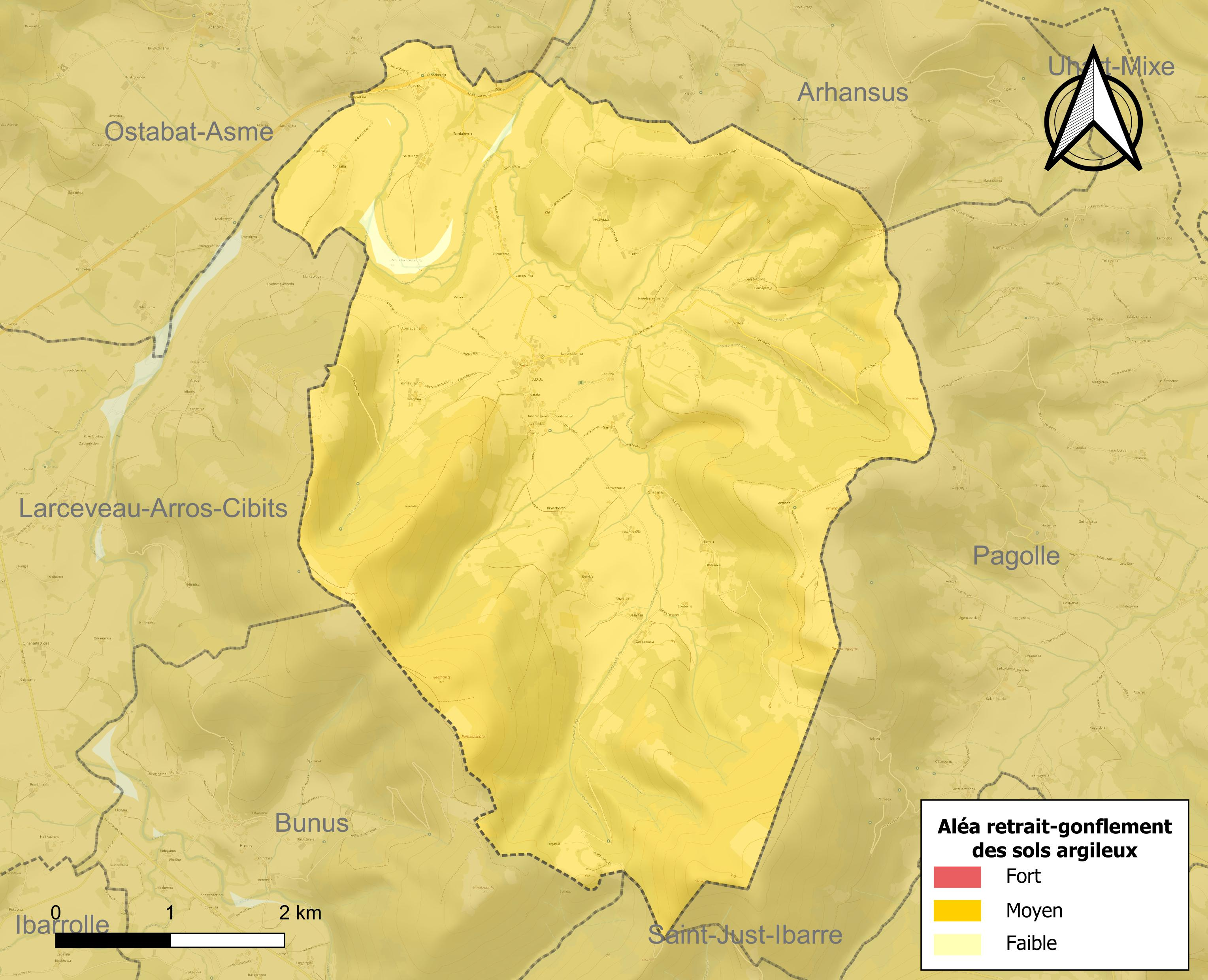
Carte des zones d'aléa retrait-gonflement des sols argileux de Juxue.

Le retrait-gonflement des sols argileux est susceptible d'engendrer des dommages importants aux bâtiments en cas d’alternance de périodes de sécheresse et de pluie. 99,5 % de la superficie communale est en aléa moyen ou fort (59 % au niveau départemental et 48,5 % au niveau national). Depuis le 1er octobre 2020, en application de la loi ELAN, différentes contraintes s'imposent aux vendeurs, maîtres d'ouvrages ou constructeurs de biens situés dans une zone classée en aléa moyen ou fort,.

## Toponymie

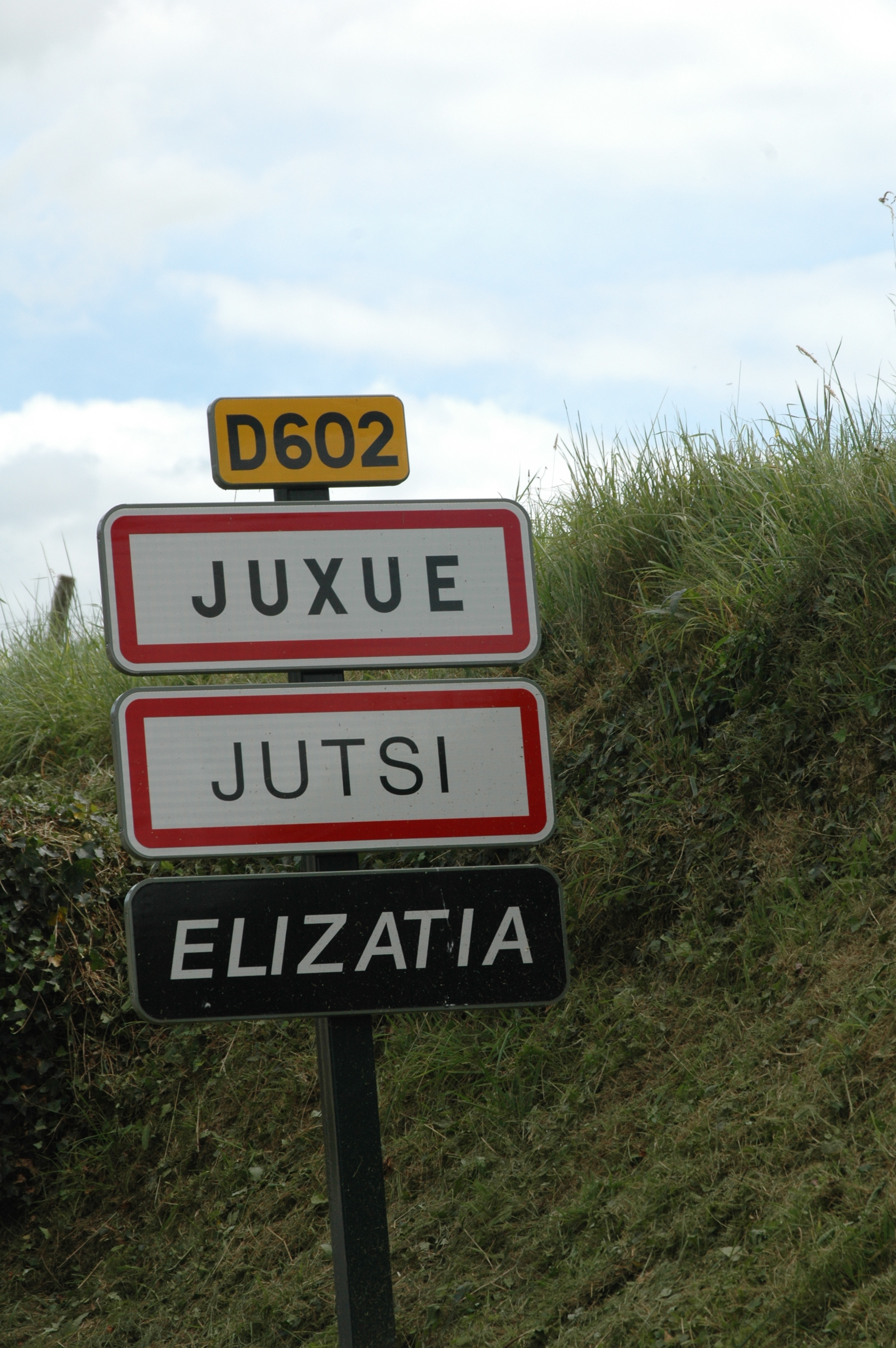
Entrée de Juxue sur la D 602.

### Attestations anciennes
Ce toponyme est documenté sous les formes 
Judsue (XIIIe siècle, collection Duchesne volume CXIV, feuillet 47), 
Jutsue (1472, notaires de Labastide-Villefranche, no 2, feuillet 21) puis
Jutsia au XIXe siècle (noté Yutsia par Paul Raymond).

### Étymologie
Le toponyme Juxue est une écriture approchée de l'ancien basque Jutsua, basé sur une vieille racine oronymique et signifiant « lieu de hauteur » (« où les hauteurs abondent »).

### Graphie basque
Son nom basque actuel est Jutsi.

## Histoire
Le 19 mars 1829, le quartier « Pagolle-Oyhana » est détaché de la commune de Juxue pour être rattaché à Pagolle.

## Héraldique
Le blason est celui de la famille Larramendi dont la présence à Juxue est attestée dès 1249.
| Blason | Blasonnement : D'or à l'arbre de sinople, au sanglier de sable brochant sur le tronc. |

## Personnalités liées à la commune
- Bertrand de Saint-Engrâce (famille Arbide[55]), écuyer puis chevalier en 1396 et châtelain de Saint-Jean-Pied-de-Port de 1397 à 1407. Durant cette période il effectue diverses ambassades en Angleterre pour le compte de Charles III de Navarre[56]. Il hérite de son oncle Pes de Laxague du château de Latsaga à Asme en 1393[54].

## Politique et administration

### Administration
| Période                                  | Période  | Identité                        | Étiquette | Qualité           |
| ---------------------------------------- | -------- | ------------------------------- | --------- | ----------------- |
| 1848                                     | 1864     | Etcheberry,                     |           | démissionnaire    |
| 1864                                     | 1867     | Bernard Bordaçahar ou Bordachar |           | démissionnaire    |
| 1867                                     | 1878     | Raymond Etchar                  |           |                   |
| 1879                                     | 1881     | Eyherabide                      |           |                   |
| 1881                                     | 1889     | Arrocain                        |           |                   |
| 1995                                     | 2008     | Bernadette Oillarburu           | REG       |                   |
| 2008                                     | En cours | Jean-Michel Irume               |           | Chef d'entreprise |
| Les données manquantes sont à compléter. |          |                                 |           |                   |

### Intercommunalité
Juxue appartient à six structures intercommunales :
- la communauté d'agglomération du Pays Basque ;
- le SIVU de l'Ostabarret ;
- le syndicat d’énergie des Pyrénées-Atlantiques ;
- le syndicat intercommunal pour l'aménagement et la gestion de l'abattoir de Saint-Jean-Pied-de-Port ;
- le syndicat pour le soutien à la culture basque ;
- le syndicat pour le fonctionnement des écoles d'Ostabarret.

## Population et société

### Démographie
Au recensement fiscal de 1350 Juxue compte 27 feux (on compte environ 5,5 personnes par foyer). Ce chiffre passe à 13 dans le recensement de 1412-1413 réalisé sur ordre de Charles III de Navarre. Cette forte baisse est générale dans la région qui s'est largement dépeuplée durant cette période à cause de la peste noire.
Le recensement de 1551 des hommes et des armes qui sont dans le présent royaume de Navarre d'en deçà les ports, révèle une démographie en forte croissance : il indique à Juxue la présence de 61 feux.
L'évolution du nombre d'habitants est connue à travers les recensements de la population effectués dans la commune depuis 1793. Pour les communes de moins de 10 000 habitants, une enquête de recensement portant sur toute la population est réalisée tous les cinq ans, les populations de référence des années intermédiaires étant quant à elles estimées par interpolation ou extrapolation. Pour la commune, le premier recensement exhaustif entrant dans le cadre du nouveau dispositif a été réalisé en 2006.

En 2022, la commune comptait 200 habitants, en évolution de −5,21 % par rapport à 2016 (Pyrénées-Atlantiques : +3,78 %, France hors Mayotte : +2,11 %).
| 1793 | 1800 | 1806 | 1821 | 1831 | 1836 | 1841 | 1846 | 1851 |
| ---- | ---- | ---- | ---- | ---- | ---- | ---- | ---- | ---- |
| 793  | 808  | 877  | 860  | 443  | 463  | 463  | 504  | 441  |

| 1856 | 1861 | 1866 | 1872 | 1876 | 1881 | 1886 | 1891 | 1896 |
| ---- | ---- | ---- | ---- | ---- | ---- | ---- | ---- | ---- |
| 411  | 408  | 368  | 358  | 353  | 356  | 359  | 359  | 347  |

| 1901 | 1906 | 1911 | 1921 | 1926 | 1931 | 1936 | 1946 | 1954 |
| ---- | ---- | ---- | ---- | ---- | ---- | ---- | ---- | ---- |
| 346  | 344  | 346  | 318  | 305  | 306  | 299  | 317  | 291  |

| 1962 | 1968 | 1975 | 1982 | 1990 | 1999 | 2006 | 2011 | 2016 |
| ---- | ---- | ---- | ---- | ---- | ---- | ---- | ---- | ---- |
| 266  | 243  | 246  | 230  | 221  | 192  | 224  | 219  | 211  |

| 2021 | 2022 | - | - | - | - | - | - | - |
| ---- | ---- | - | - | - | - | - | - | - |
| 202  | 200  | - | - | - | - | - | - | - |

### Logement
En 2018 les 84 résidences se partagent en 65 maisons (77,6%) et 19 appartements (22,4%). Le nombre moyen de pièces est de 5,5 pour les maisons et 3,7 pour les appartements.
|             | nombre | pourcentage |
| ----------- | ------ | ----------- |
| résidences  | 84     | ---         |
| principales | 71     | 84,5        |
| secondaires | 10     | 11,9        |
| vacantes    | 3      | 3,6         |

|            | nombre | pourcentage |
| ---------- | ------ | ----------- |
| avant 1919 | 35     | 49,3        |
| 1919-1945  | 3      | 4,2         |
| 1946-1970  | 5      | 7,0         |
| 1971-1990  | 7      | 9,9         |
| 1991-2005  | 12     | 16,9        |
| 2006-2015  | 9      | 12,7        |

### Emploi et revenus
En 2019 le revenu médian par unité de consommation est de 17 970 € contre 22 040 € pour l'ensemble des Français.
En 2018 les résidents occupent 99 emplois dont 63 sont situés sur la commune. Ils se répartissent de la façon suivante :
| salarié     | 43 | fonction publique, CDI | 37  |
|             |    | CDD                    | 5   |
|             |    | Emploi aidé            | --- |
|             |    | apprentissage, stage   | 1   |
| non-salarié | 57 | indépendant            | 40  |
|             |    | employeur              | 16  |
|             |    | aide familial          | 2   |

### Enseignement
La commune dispose d'une école élémentaire publique.

## Économie
L'activité est principalement agricole. La commune fait partie de la zone d'appellation de l'ossau-iraty.

## Culture locale et patrimoine

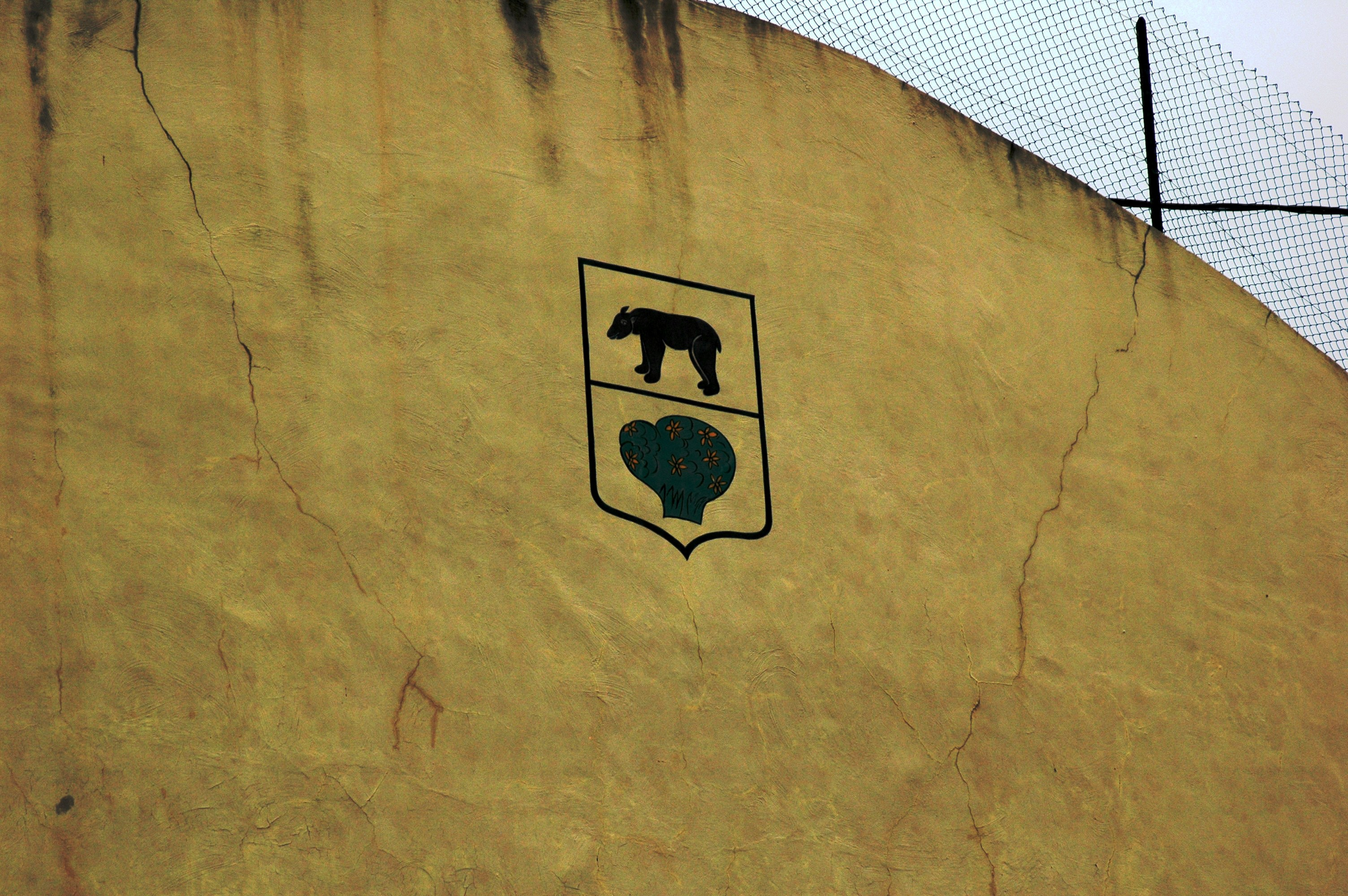
Blason sur le fronton.

L'association Euskal Argentina, basée à Juxue, travaille pour la diaspora basque d'Argentine.

### Patrimoine civil
- Un camp protohistorique (gaztelu zahar) est visible au lieu-dit Castellu Cahara, à cheval sur la commune d'Arhansus. Il est à parapets de terre[72]. Il est inscrit au titre des monuments historiques depuis le 17 novembre 1980[73] ;
- La maison forte Donaazia ou Donagarazia[74] date du XIVe siècle. Il en est de même pour la maison forte Larramendia[75] ;
- Des maisons[76] des XVIIIe et XIXe siècles sont inventoriées par le ministère de la Culture.

Les moulins présents dans les boucles de la Bidouze, encore existants au début du XIXe siècle ont disparu.

### Patrimoine religieux
- L'église Saint-Pierre[77] date de la fin du Moyen Âge (sanctus petrus de judsue). La porte ouest, en arc brisé, date du XIVe ou du XVe siècle. L'église possède une porte latérale dite « porte des cagots » dont la voûte mentionne la date de 1663. L'édifice a été restauré aux XIXe et XXe siècles.
- Une croix de chemin de 1739[78],[79].

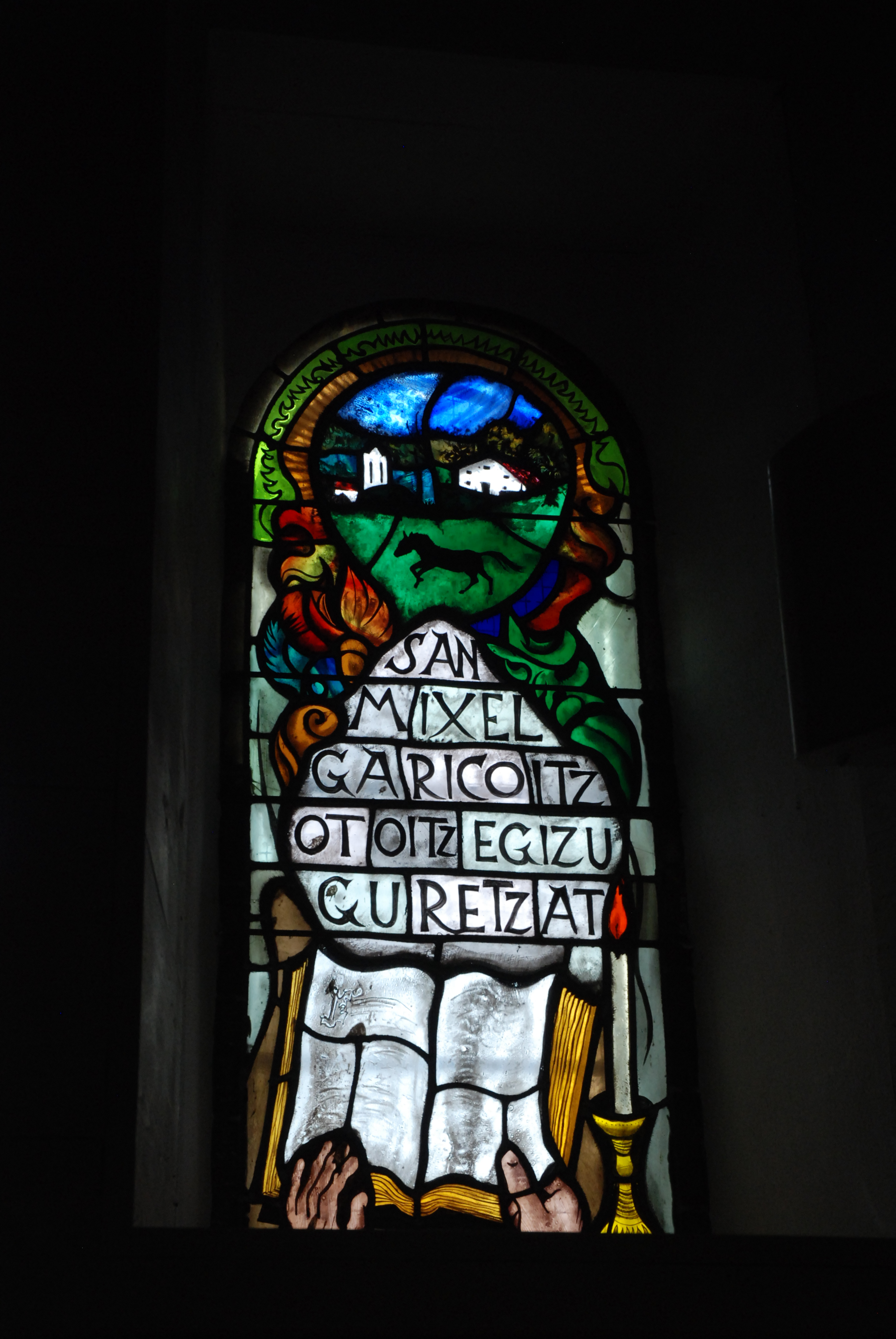
Vitrail dédié à Michel Garicoïts.
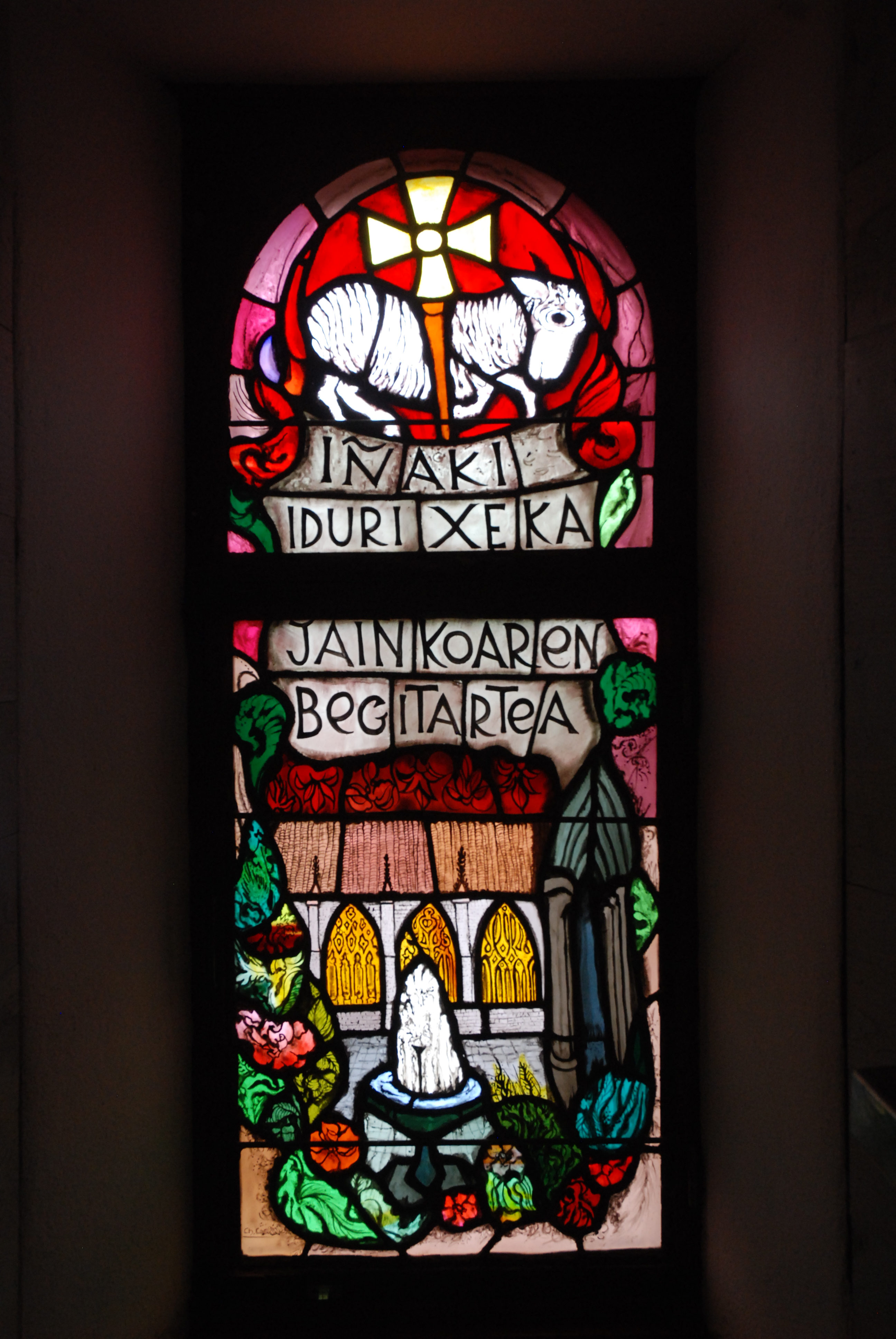
Vitrail de l'église Saint-Pierre.
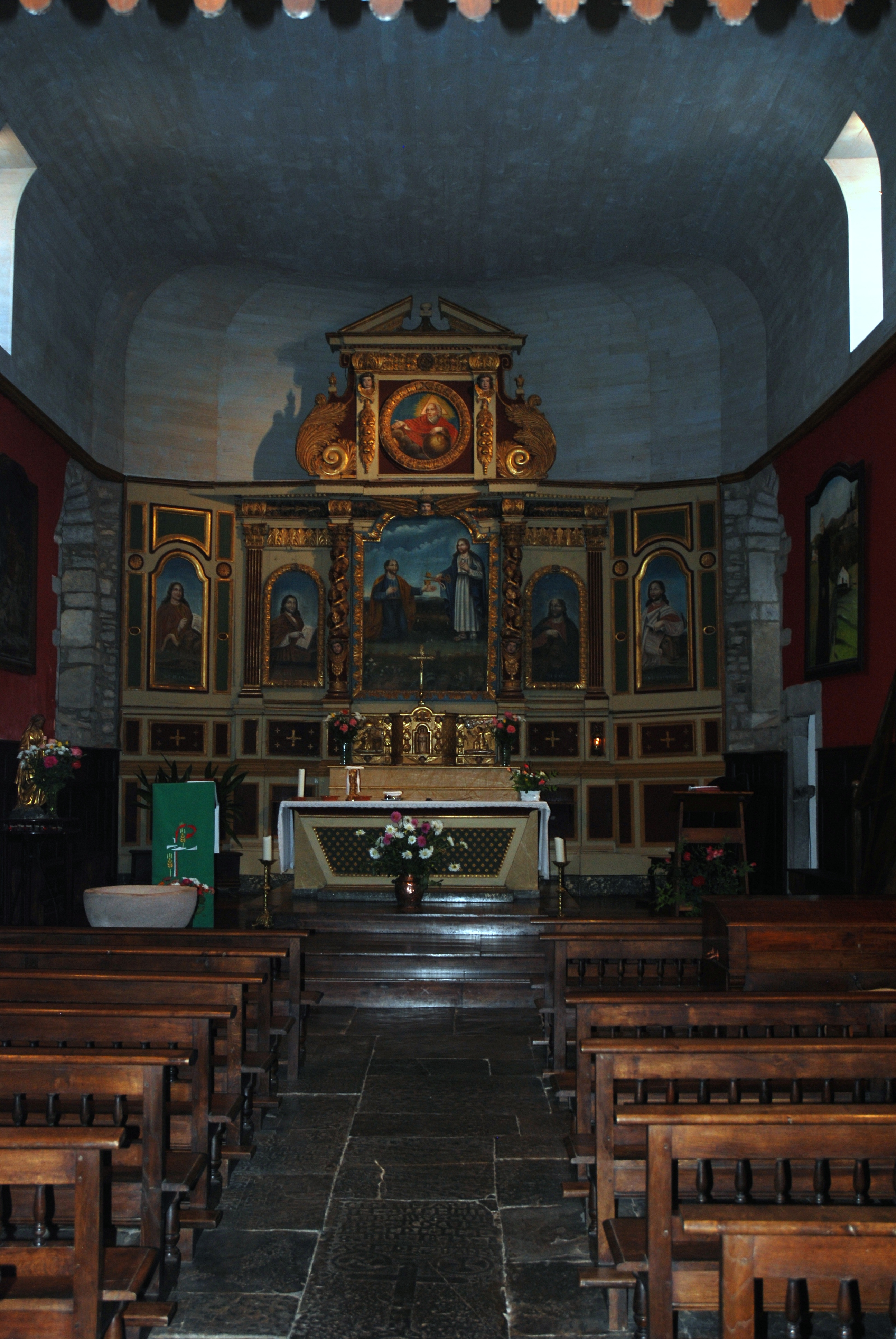
Chœur de l'église Saint-Pierre.

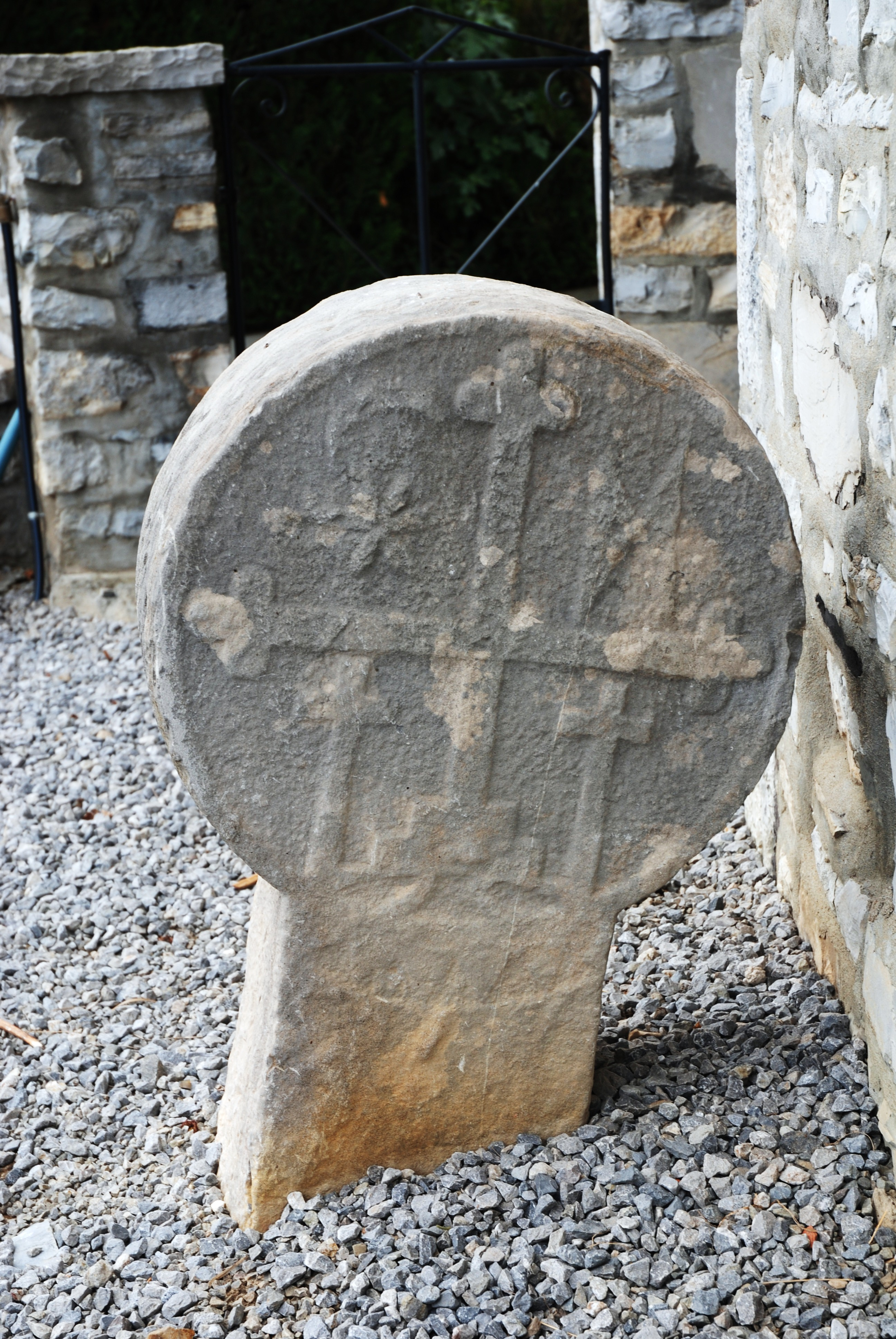
Stèle discoïdale.
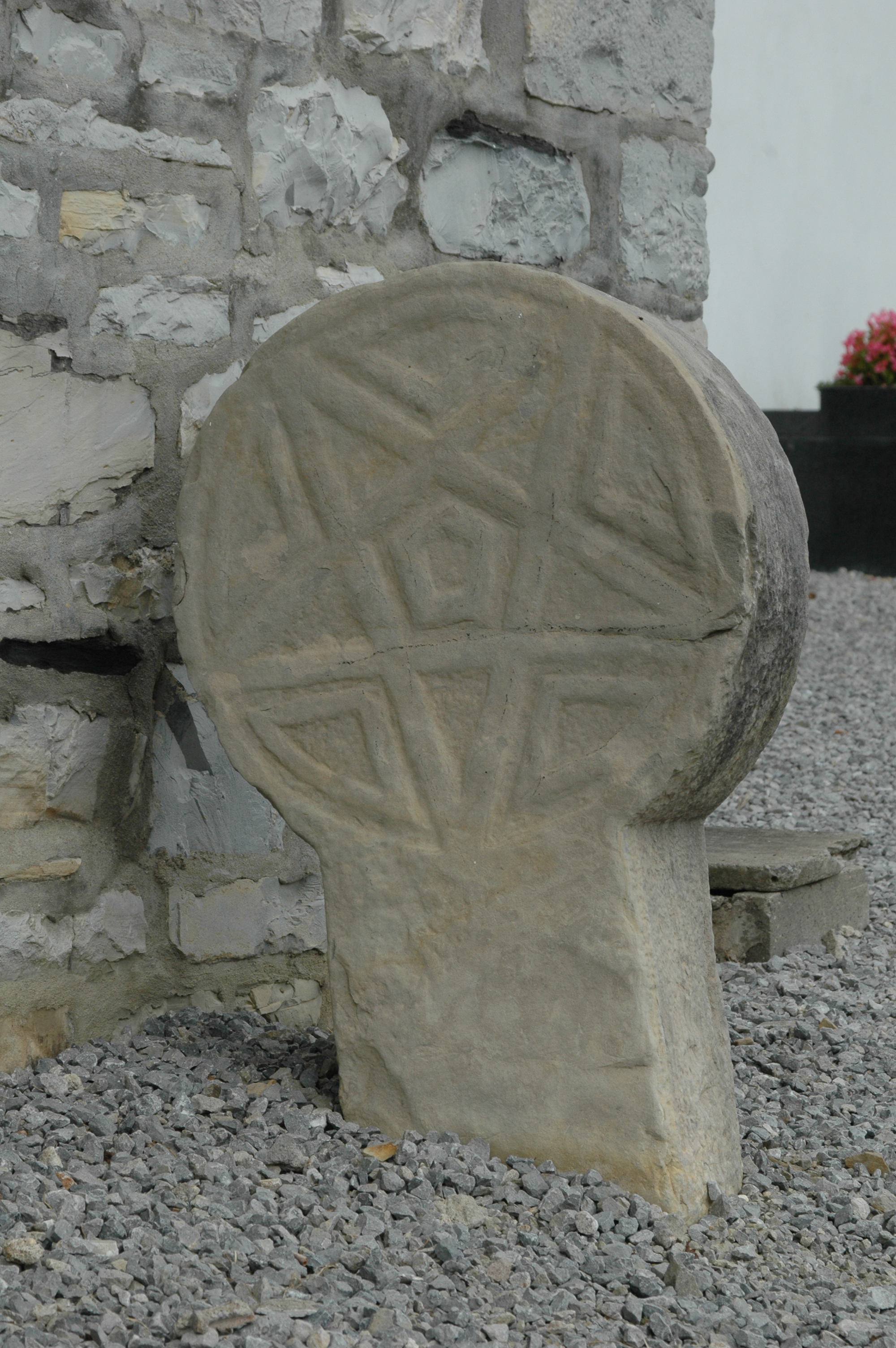
Stèle discoïdale.
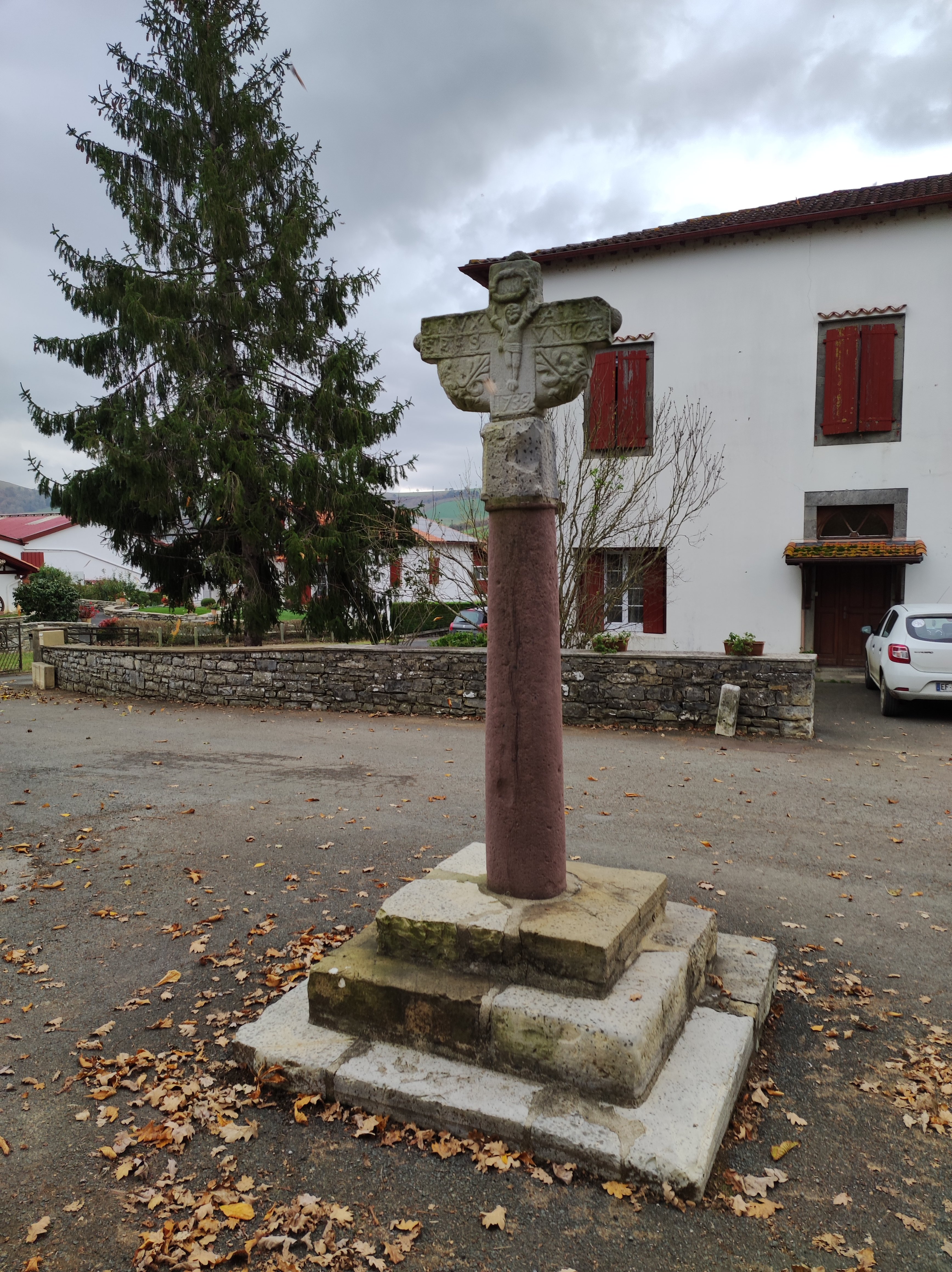
Croix de chemin de 1739.